# Dryopteris campyloptera
Dryoptère arquée
Espèce
Dryopteris campyloptera, la Dryoptère arquée, est une espèce de fougères de la famille des Dryopteridaceae. Son aire de répartition naturelle s'étend de l'Est du Canada jusqu'aux États-Unis. Elle pousse principalement dans le biome tempéré.

## Description
Dryopteris campyloptera est une grande fougère américaine des hautes altitudes et latitudes. Elle était autrefois connue sous le nom de Dryopteris spinulosa var. américaina . Cette espèce a également été appelée à tort D. austriaca et D. dilatata.
Cette fougère se distingue par le fait que la pinnule inférieure interne des pennes basales recouvre approximativement les deux premières pinnules supérieures internes de ces mêmes pennes.
Cette fougère est une espèce tétraploïde d'origine hybride, dont les parents sont Dryopteris intermedia et Dryopteris expansa. Phénotypologiquement, elle ressemble beaucoup à son second parent.

## Répartition et habitat
Dryopteris campyloptera ne se rencontre qu'aux altitudes supérieures à 1 150 m mais, malgré tout, elle fait partie de la flore normale du Nord de la Nouvelle-Angleterre.

## Dénominations
Ce taxon porte en français le nom vernaculaire ou normalisé suivant : dryoptère arquée.
Son nom commun anglais est Mountain wood fern (« fougère des bois de montagne »).

## Systématique
Le nom correct complet (avec auteur) de ce taxon est Dryopteris campyloptera (Kunze) Clarkson (d).
Dryopteris campyloptera a pour synonymes :
- Aspidium campylopterum Kunze
- Aspidium spinulosum var. americanum Fisch.
- Aspidium spinulosum var. americanum Fisch. ex Kuntze
- Aspidium spinulosum var. americanum Fisch. ex Kunze
- Aspidium spinulosum var. concordianum (Davenp.) Eastman
- Dryopteris austriaca var. concordiana (Davenp.) C.V.Morton
- Dryopteris dilatata subsp.  americana (Fisch. ex Kunze) Hultén
- Dryopteris dilatata subsp.  campyloptera (Clarkson) C.V.Morton
- Dryopteris dilatata var. americana (Fisch. ex Kuntze) Benedict
- Dryopteris intermedia f.  concordiana (Davenp.) Clute
- Dryopteris intermedia var. concordiana (Davenp.) M.Broun
- Dryopteris spinulosa subsp.  americana (Fisch. ex Kunze) Fern.
- Dryopteris spinulosa var. americana (Fisch. ex Kunze) Fernald
- Dryopteris spinulosa var. concordiana (Davenp.) Eastman
- Filix spinulosa var. americana (Fisch. ex Kunze) Farw.
- Filix spinulosa var. concordiana (Davenp.) Farw.
- Filix-mas rigida var. americana (Fisch. ex Kunze) Farw.
- Filix-mas spinulosa var. americana (Fisch. ex Kunze) Farw.
- Nephrodium spinulosum f.  concordianum (Davenp.) Clute
- Nephrodium spinulosum subsp.  concordianum (Davenp.) Clute
- Nephrodium spinulosum var. concordianum Davenp.
- Thelypteris dilatata var. americana (Fisch. ex Kunze) House
- Thelypteris spinulosa var. americana (Fisch. ex Kunze) Weath.
- Thelypteris spinulosa var. concordiana (Davenp.) Weath.

### Étymologie
Le nom générique, Dryopteris, dérive de la combinaison en grec ancien de δρῦς (drũs), « arbre, chêne », et de πτερίς (pterís), « fougère ». 
Son épithète spécifique, campyloptera, est la combinaison en grec ancien de καμπῠ́λος (kampŭ́los), « courbé », et de πτερίς (pterís), « fougère ».